# Thomas Braun
Pour les articles homonymes, voir Braun.
Cet article possède un paronyme, voir Thomas Braun Sr.
Thomas Braun (Bruxelles, 8 septembre 1876 - Ixelles 11 septembre 1961), est un poète et juriste belge qui fut bâtonnier de l'Ordre des avocats de Bruxelles. Il aurait aussi publié sous les noms de  Bonissart, Brunissart and Ranhissart. 

## Biographie
Il est le fils du sénateur et bâtonnier Alexandre Braun et de Stéphanie Marcq (originaire de Bagimont, petit village non loin de Sugny) et petit-fils du pédagogue Thomas Braun.
Il a entamé ses études de droit à l'Université Saint-Louis - Bruxelles, puis à Bonn et les a achevées à l'Université de Louvain. A Louvain il était membre de la corporation estudiantine K.A.V. Lovania Löwen.
En février 1916, il est amené à prendre part à la défense de personnes poursuivies pour leur participation à un réseau de renseignement ferroviaire par un Feldgericht (tribunal militaire de campagne allemand). Ce procès restera connu sous le nom de Grand procès de Mons. Pour tenter de sauver la vie d'Herminie Vaneukem pour laquelle la peine de mort est deux fois requise, il se lance dans un plaidoyer enflammé:

« Messieurs les généraux, plusieurs d'entre vous, sûrement, ont des filles de l'âge d'Herminie ; elles en ont la fraîcheur, elles en ont les chansons. Un jour viendra où il vous sera donné de les revoir, de les embrasser, de vous retrouver avec elles dans la paix et la chaleur de votre foyer. Au coin du feu, sous la douce lumière de la lampe familiale, un soir, elles vous interrogeront et vous diront : « Père, raconte-nous donc les belles histoires du temps où tu faisais la guerre?» Vous accéderez à leur désir, parce qu'il n'est point de père, allemand, belge ou français, qui ne cède à semblable requête. Vous leur parlerez du procès de Mons, le plus important procès d'espionnage surgi à ce jour; vous leur parlerez — vous ne pourrez pas ne pas parler — de la petite Herminie, du rôle qu'elle a joué, de la façon dont elle l'a joué… Et lorsque votre fille, mon général, vous demandera, anxieusement, ses yeux dans vos yeux : « Père, toi qui tenais le sort de cette jeune fille entre tes mains, qu'as-tu fait? » Dites-moi, qu'aimerez-vous mieux pouvoir lui répondre :«Je l'ai fait fusiller » ou « Je l'ai graciée»…. »

Le tribunal allemand s'il prononça la peine de mort de la jeune fille introduisit lui même un recours en grâce par lequel sa peine fut commuée en une peine de travaux forcés à perpétuité,,.
Le 22 avril 1939, il fut élu au fauteuil 23 de l'Académie royale de langue et de littérature françaises, mais il n'y fut reçu qu'en 1946, une fois la guerre terminée. 
Il siégea aussi à l'Académie luxembourgeoise.
Avec Henri Massis, il constitua un comité pour édifier un autel commémoratif à Ernest Psichari à l'endroit où il fut tué le 22 août 1914 à Rossignol (Province du Luxembourg). 
Il participa aux activités du Cercle Léon XIII.

### Poèmes

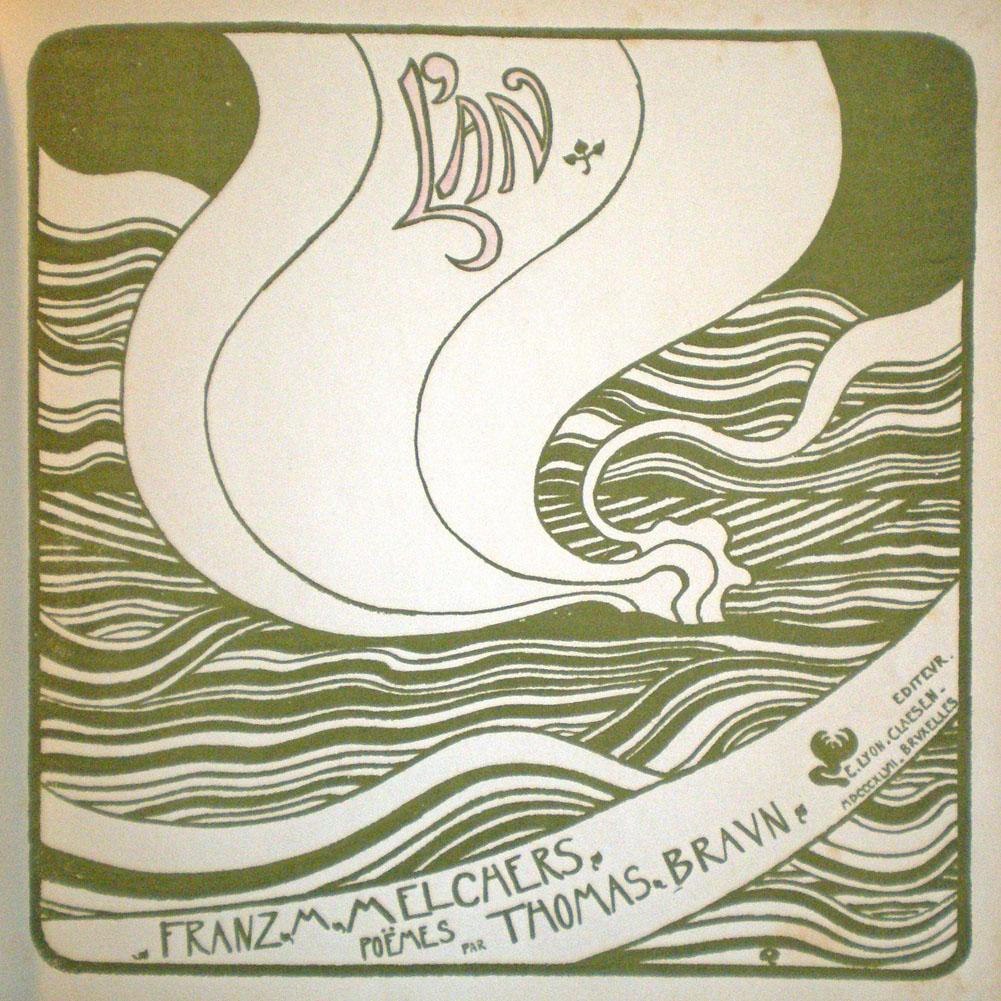
Couverture de L'An par Franz Melchers, 1897.

- L'An, Bruxelles, éd. Lyon-Claesen, 1897. Illustrations de Franz Melchers.
- Le Livre des bénédictions, Editions Le spectateur catholique chez O.Schepens, Bruxelles, 1900. illustrations de Henri Braun
- Philatélie, Paris, Bibliothèque de l'Occident, 1910. (Edition 1940 avec deux nouveaux timbres. Ferdinand Wellens 31 pp)
- Fumée d'Ardenne, Éd. Deman, Bruxelles, 1912.
- Le beau temps, recueil des trois ouvrages précédents, augmenté de Prières, Éd. Robert Sand, Bruxelles, 1923.
- À des absents (1914-1918), Éd. Cahiers de l'Amitié de France et de Flandre, Bruxelles (Ed. Van Oest), Paris, Lille, (Ed. Tallandier) 1921. 52p.
- Thrène pour la mort du roi, Éd. Universelle, Bruxelles, 1934.
- Notre zodiaque, Éd. de l'Ouest, Bruxelles et Luxembourg, 1938, 14 illustrations de R. Perniaux. 210 ex numérotés.
- Poèmes choisis, Éd. privée, Busschman, Anvers, 1950.
- Poésie 1898-1948, (regroupe : L'an. Le livre des bénédictions. Philatélie. Fumée d'Ardenne. Prières. À des absents. Occasions et solennités.) Éd. Mercure de France, Paris, 1950.  246 pp.

### Prose

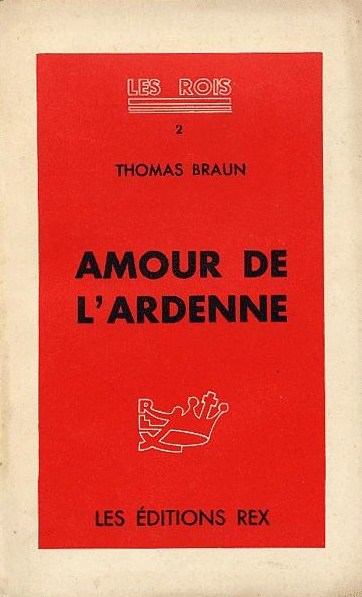
Publié en 1933

- En Ardennes, quelques notes de vacances. Le Magasin Littéraire, Gand, A. Siffer, 1893, 25pp.
- Francis Jammes et les poètes simples, Éd. La libre esthétique, Bruxelles, 1900.
- Propos d'hier et d'aujourd'hui, Éd. Van Oest, Bruxelles, 1908.
- La Belgique et l'Église. Conférence donnée au "Jeune Barreau" en 1902. Bruxelles, Larcier, 1904. In-8 carré broché, 43 pages
- Paul Verlaine en Ardenne, Éd. Les Marches de l'Est, Paris, 1909.
- Ex-voto, Éd. Vromant, Bruxelles, 1932, bois de Maurice Brocas. 92 p.
- Miroir de justice, Éd. La Connaissance, Bruxelles, 1938. Paris Albin Michel 1938, 247 pp.
- Correspondance Thomas Braun - Francis Jammes, introduction par Benoît Braun, Bruxelles, Palais des Académies.
- Amour de l'Ardenne, Louvain, 1933; édition augmentée, Passion de l'Ardenne, Éd. Durendal, Bruxelles, 1949.
- Auguste Donnay, peintre de l'Ardenne, Éd. Bulletin de l'Académie, Bruxelles, 1942. 32pp.

### Anthologie
- Fumée d'Ardenne, poèmes et prose, choix et introduction par Frédéric Kiesel, Éd. Duculot, Paris-Gembloux, 1985.

### Droit et autres

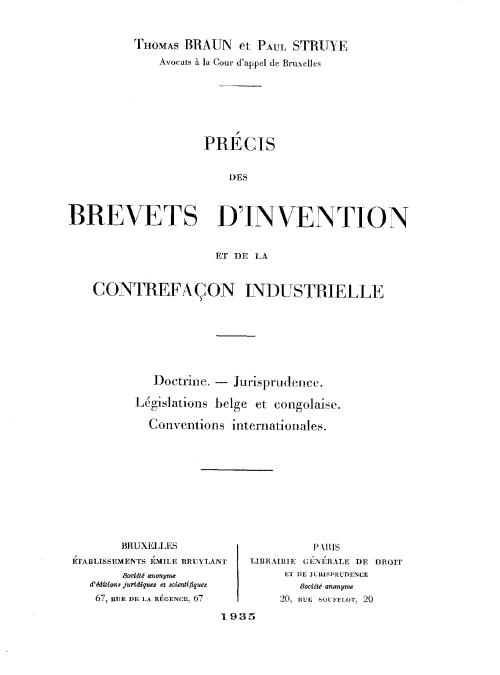
Droit des Brevets (1935)

- Thomas Braun et Paul Struye, Précis des brevets d'invention et de contrefaçon industrielle.  1935.
- Thomas Braun et  Albert Capitaine, Les Marques de Fabrique et de Commerce. droit belge, droit international. Brux., Établ. É. Bruylant, P., Libr. génér. de Droit, 1908,
- Propos d'hier et d'aujourd'hui. Bruxelles, Van Oest & Cie, 1908, 1908. 22, 158 pp.
- Maurice Cosyn (1895-1951) & Thomas Braun: Ardennes Belges, Semois Inférieure, de Bouillon à Bohan.  Guides Cosyn, Bruxelles, sans date, 120 pages, Préface de Thomas Braun.
- Thomas Braun et al,  Le Miroir de la Belgique Société Nationale d'Editions Artistiques, Bruxelles-Paris, 1928.
- Thomas Braun, préface de Florilège d'Armentor  1942
- La vie Moderne à l'exposition internationale de Bruxelles, 1897 (coauteur avec Armand Berger, Auguste Joly et son grand-père Thomas Braun Sr), Bruxelles, Bruxelles : Ed. Lyon-Claesen, 1898.

## Honneurs
- Avenue Bâtonnier Thomas Braun, à Maissin (Belgique) (Province du Luxembourg).

## Divers

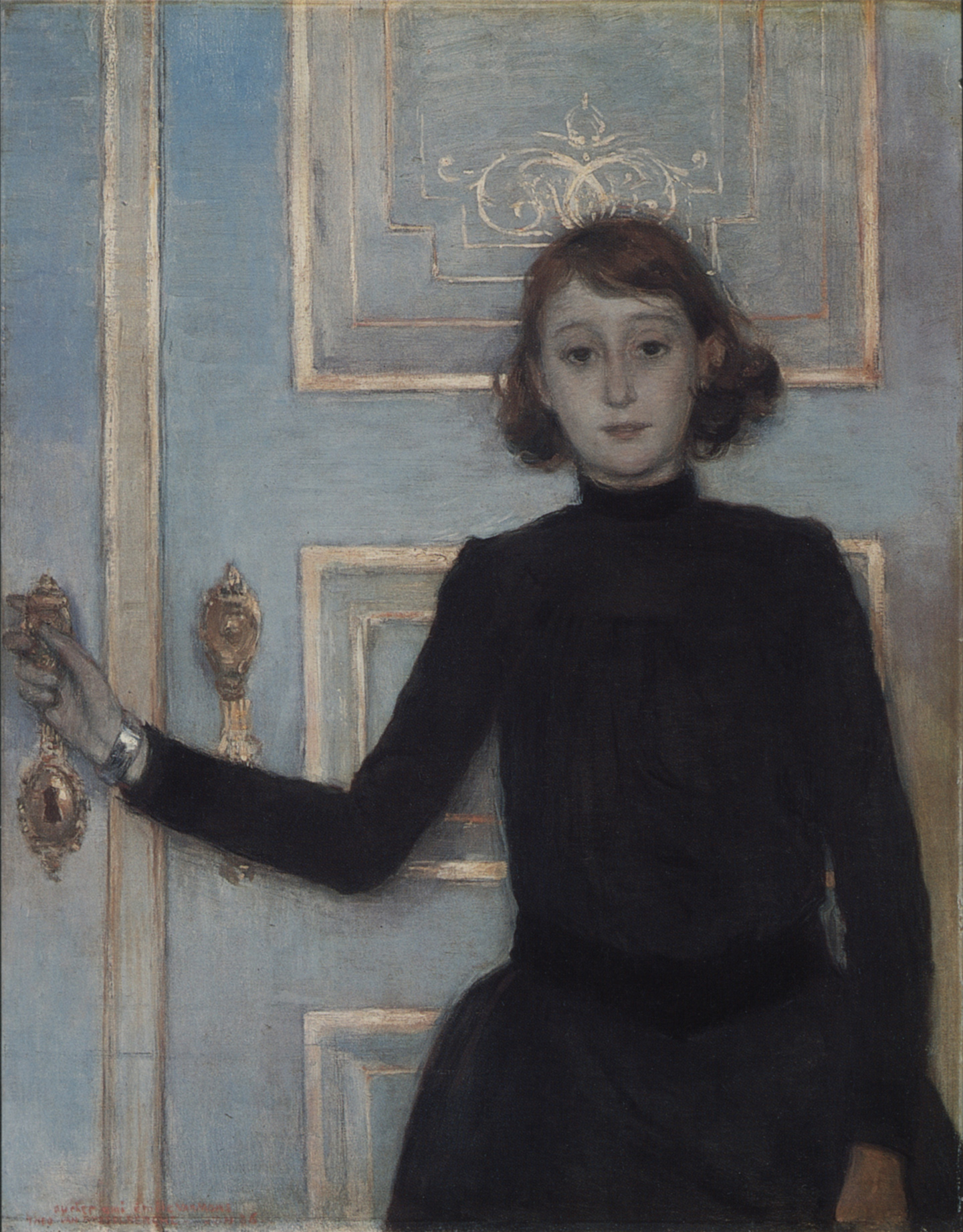
Marguerite Van Mons, future épouse de Th. Braun par Théo Van Rysselberghe (1891).

- Dès son enfance il fait des séjours en Ardenne et, adulte, établit sa seconde résidence à Maissin.
- Une voirie de la commune de Maissin, section de Paliseul lui est dédiée.
- Étudiant à l'université de Louvain, il contribua à populariser la calotte, coiffe des étudiants catholiques inspirée du folklore estudiantin allemand.
- En 1912 il est nommé au comité de "La Libre Académie de Belgique" instituée par Edmond Picard[7].
- Il épousa en premières noces Marguerite Van Mons (1876-1919) et ensuite Hélène Moeller (1886-1988).
- En 1932 Thomas Braun représenta les autorités civiles et religieuses de Maissin à Le Trehou (Bretagne) pour entreprendre le transfert du calvaire villageois vers le cimetière franco-allemand de Maissin[8].
- Un vitrail de l'église villageoise Saint-Hadelin, de Maissin est dédié à la mémoire de Marguerite van Mons[9]. Un autre à celle de l'abbé Hubert Braun, (1911-1973), fils de Thomas et de Marguerite van Mons.
- L'actrice Maureen Dor est une descendante de Thomas Braun au quatrième degré [10].

## Littérature et sources
- A. de Bersaucourt, Thomas Braun, dans: Les Marches de l'Est, 1913.
- Firmin van den Bosch, Ceux que j'ai connus, Bruxelles, Durendal, 1940.
- Ch. Bernard, Réception de MM. Th. Braun, M. Thiry et M. Delbouille, dans: Bulletin de l'Académie royale de Langue et de Littérature françaises de Belgique, XXIX, 1946, p. 5-32.
- Alfred Dorff, Les vingt-cinq ans de barreau de Me Thomas Braun. 1898-1923, Bruxelles, Larcier, 1923. 72 p.
- Alfred Dorff, Nouveau compliment à Me Thomas Braun. 1924-1948, Anvers, Buschmann,1948.
- Ch. De Trooz, Thomas Braun, dans : Le Phare dimanche, 27 janvier 1952, repris dans: Le Concert dans la bibliothèque, Bruxelles, 1959, p. 187-195.
- D. Brognion, Les débuts littéraires de Thomas Braun, Mémoire de licence en philologie romane, Université Catholique de Louvain, 1963
- R. Pouilliart, Thomas Braun, dans: Biographie nationale de Belgique, Tome XL, 1977-1978, col. 90-95.
- Daniel Laroche. Introduction de Benoit Braun : Francis Jammes et Thomas Braun. Correspondance (1898-1937).